# ایستگاه متروی شهید قاسم سلیمانی
ایستگاه مترو شهید سپهبد قاسم سلیمانی یا ایستگاه مترو شهر جدید مهستان، آخرین ایستگاه خط پنج مترو برون‌شهری تهران، جزئی از خط یک مترو کرج و بخشی از پروژه «قطار برقی کرج - شهر جدید مهستان» است. این ایستگاه در آزادراه کرج - قزوین، جنب ورودی شهر جدید مهستان (هشتگرد) در انتهای خط مترو ۲۵٫۸ کیلومتری میان کرج و مهستان قرار دارد.
این ایستگاه در سال ۱۳۸۰ کلنگ‌زنی و ۱۰ دی ۱۳۹۸ به‌طور رسمی توسط رئیس‌جمهور وقت حسن روحانی افتتاح شد. طراح و مشاور احداث این پروژه شرکت مهندسین مشاور رهساز طرح و پیمانکار آن قرارگاه سازندگی خاتم‌الانبیا بوده‌ است.
عملیات اجرایی این خط برقی از سال ۱۳۸۷ آغاز شد و بر اساس اعلام طاهرخانی، مدیرعامل شرکت عمران شهرهای جدید، بیش از هزار میلیارد تومان اعتبار برای تکمیل آن هزینه شده‌ است. با راه‌اندازی این قطار شهری، روزانه بیش از ۶۰ هزار مسافر از این طریق جابه‌جا می‌شوند.
با اتمام عملیات عمرانی شهرداری شهر جدید مهستان برای ایجاد دسترسی محلی و پل عابر پیاده بر روی آزادراه کرج - قزوین، امکان‌پذیرش مسافر در ایستگاه مترو مهستان (خط مترو صادقیه - مهستان) فراهم شده و مسافران می‌توانند از این ایستگاه نیز استفاده کنند.
ایستگاه مترو شهر جدید مهستان بزرگ‌ترین ایستگاه متروی روزمینی در ایران است که نام آن بعد از کشته‌شدن قاسم سلیمانی، به ایستگاه شهید سلیمانی تغییر یافت.
این ایستگاه دارای امکاناتی همچون پله برقی، سرویس‌های بهداشتی، ایستگاه تاکسی و مینی‌بوس درون‌شهری نیز است. با تکمیل ایستگاه و افزایش شمار مسافران قرار است یک پایانه حمل و نقل عمومی جهت ارائه سرویس به شهرهای نزدیک نیز ساخته شود.
- ورودی ایستگاه
- افتتاح رسمی توسط حسن روحانی